# Amt Lubmin
La comunità amministrativa di Lubmin (Amt Lubmin) appartiene al circondario della Pomerania Anteriore-Greifswald, nel Meclemburgo-Pomerania Anteriore, in Germania.

## Suddivisione
Comprende i seguenti comuni (abitanti il 31 dicembre 2022):
1. Brünzow (673)
2. Hanshagen (908)
3. Katzow (609)
4. Kemnitz (1 155)
5. Kröslin (1 743)
6. Loissin (798)
7. Lubmin * (2 176)
8. Neu Boltenhagen (567)
9. Rubenow (762)
10. Wusterhusen (1 094)

Il capoluogo è Lubmin.